# کاوشگر ۳
در دهه فجر سال ۱۳۸۸ نخستین موجودات زنده از ایران در قالب کپسول زیستی شامل یک موش، دو لاک‌پشت تعدادی کرم و سلول‌های انسانی بود که توسط کاوشگر ۳ تا ارتفاع ۱۳۵ کیلومتری به فضا فرستاده شد.
این اقدام به منظور بررسی وضعیت موجودات زنده در فضا با همکاری وزارت دفاع و وزارت ارتباطات و در ادامهٔ پرتاب کاوشگرهای یک و دو صورت گرفت. کاوشگر ۳ از زیرسامانه‌های سازه، محفظهٔ زیستی تغذیه و ارسال داده‌های تله‌متری، تصویربرداری و ارسال همزمان، رایانهٔ پرواز، و سنجش محیطی تشکیل شده‌است. تله متری فعالیت‌ها و عملکرد کاوشگر در فرایند پرتاب و ارسال تصاویر هم‌زمان به ایستگاه زمینی متحرک، کنترل رایانهٔ پرواز در این فرایند، کنترل عملیات فرامین و جدایش، نمایش کپسول زیستی و موجودات زندهٔ درون آن به صورت بهنگام، دستیابی به مجموعهٔ امکانات آزمایشگاهی برای داده‌برداری از فضای خارج از جو از جمله دستاوردهای پرتاب کاوشگر ۳ است.

## سرنوشت محموله
البته نتایج این پرتاب، انتظار دانشمندان ایرانی را تأمین نکرد چرا که در همان زمان، سه موجود زندهٔ این محموله نابود شدند.